# Powderly
Powderly é uma cidade localizada no estado americano de Kentucky, no Condado de Muhlenberg.

## Demografia
Segundo o censo americano de 2000, a sua população era de 846 habitantes.
Em 2006, foi estimada uma população de 892, um aumento de 46 (5.4%).

## Geografia
De acordo com o United States Census Bureau tem uma área de
3,7 km², dos quais 3,7 km² cobertos por terra e 0,0 km² cobertos por água.

## Localidades na vizinhança
O diagrama seguinte representa as localidades num raio de 16 km ao redor de Powderly.